# Мирела Кумбаро
Мирела Кумбаро Фурки (алб. Mirela Kumbaro; 4. март 1966) албанска је политичарка. У 2013, изабрана је за министра културе Албаније.

## Биографија
Рођена је 4. марта 1966. године у Тирани. Завршила је универзитетске студије и 1988. године дипломирала на Факултету за стране језике (француски) Универзитета у Тирани.

## Каријера
Од 2012. године на Универзитету у Тирани држи титулу ванредног професора, у области лингвистике. У 2009. години је одбранила титулу доктора науке у области преводилачких студија на Универзитету у Тирани. Поред тога, постигла је мајсторски степен у превођењу и интеркултуралној комуникацији 1994. године, у E.S.I.T-у — Париз III, Сорбона — Нувел, Париз, Француска.
Кумбаро је преводитељка (течно говори француски и италијански, као и енглески), издавачица и међународна стручњакиња за интеркултуралне пројекте и универзитетске истраживачке програме које су предузеле међународне организације попут Европске уније и Франкофоније.
На изборима 2017. добила је мандат као члан парламента за Гјирокастерски округ.